# Pruck Pál
Pruck Pál, Pruck Pál Imre (Budapest, 1942. december vége – 2000) 1956-os szabadságharcos, gépkocsivezető.

## Élete

Állami gondozottként intézetben nevelkedett, Rákospalotán élt. Miután 1956 júliusában elvégezte a nyolcadik osztályt, ipari tanuló lett. 1956 október-novemberében, nem egészen 14 évesen részt vett a forradalomban, október 23-án a Corvin mozinál csatlakozott a szabadságharcosokhoz. Az amerikai Life magazin fotósa, Michael Rougier örökítette meg, amint egy puskát cipel. A fotója 1956 novemberében bejárta a világsajtót. Pruck később visszakerült az ipari-tanuló otthonba, 1956-os szerepéért nem vizsgálták, nem vonták felelősségre. A Velünk élő történelem című 1986-ban készült dokumentumfilmben azt nyilatkozta, "„Balhé volt, tetszett, srácok voltunk, szabadok voltunk, nem parancsolt senki".
17 évesen csatlakozott egy bandához. Eltulajdonítottak egy személygépkocsit, motorkerékpárt, kerékpárt loptak, padokat törtek össze. Ezért Pruck és egy társa két-két évi, egy másik bandatag egy év hat hónap börtönbüntetést kapott. Az aszódi javítóintézetbe került, ahonnan megszökött. 1968-ban újból autólopásért tartóztatták le. 1970-ben megnősült, s három gyermeke született. Jogosítványt szerzett, majd egy építőipari vállalatnál dolgozott. 2000-ben hunyt el tüdőrákban.

## 2016-os plakátügy
Az 1956-os forradalom és szabadságharc 60. évfordulója tiszteletére az ezt szervező emlékbizottség több száz egykori felkelő képét plakátolta ki budapesti tűzfalakra, hogy a korábbi, elsősorban az értelmiségre koncentráló történészi narrativummal szemben a nagyközönség megismerje a harcokban ténylegesen részt vevő személyeket. Ennek a kampánynak a keretében egy Nagy Lajos király úti tűzfalon megjelent egy falfestmény, amely egy kb. 14–15 éves fegyveres fiút ábrázolt. A falfestményen Dózsa László színész nevét tüntették fel, amit azonban az RTL Híradó egyik nézője, Szakács János vitatni kezdett. Állítása szerint ugyanis a képen látható fiú neve Pruck Pál (1942–2000), ezt a Life magazinban megjelent fotó képaláírása is alátámasztja. Ezt Schmidt Mária nyilatkozatában tagadta, kiemelve, hogy már történt kisérlet a fotón szereplő személy azonosítására, és semmi okuk nem volt kétségbe vonni Dózsa László nyilatkozatát, mivel azt senki nem cáfolta; de miután Pruck Pál lánya, Csőkéné Pruck Erika nyílt levélben tiltakozott az apja emlékét sértő nyilatkozat ellen, Pruck Erikát a helyzetet tisztázó személyes beszélgetésre hívta meg. Ennek ellenére a Terror Háza Múzeum az 1956-os forradalom emlékkiállításán a fényképen 2017 májusában még mindig Dózsa László nevét tüntette fel. 2018 július elején a tűzfalat lefestették.
„Én senkinek be nem mutatkoztam, én nem is álltam senkinek oda, hogy fényképezzen le. Hogy hogy fényképeztek le, vagy ki fényképezett le, honnan tudják a nevem, az ma is titok előttem.” – nyilatkozta Pruck a Magyar Televízió Velünk élő történelem című műsorában 1986-ban.